# يوزيف لينز
يوزيف لينز (بالمجرية: Lenz József)‏ هو تاجر مالي ‏ مجري، ولد في 18 مارس 1897 في بودابست في المجر، وتوفي في 14 مارس 1965 في بوغوتا في كولومبيا.